# 森野彰太
森野 彰太（もりの しょうた、8月4日 - ）は、日本の男性声優。大阪府出身。かつてはネクシードに所属していた。

## 経歴
アミューズメントメディア総合学院大阪校声優タレント専科、ネクシード付属養成所&（アンド）卒業。

## 人物
趣味はラーメン屋巡り、フットサル、スノーボード、温泉巡り、日本史。

## 出演作品

### テレビアニメ
- 呪術廻戦（2020年、生徒）
- 真・進化の実 知らないうちに勝ち組人生（2023年、Sクラス生徒1）

### 劇場アニメ
- 劇場版 ゆうとくんがいく（ブルーリ3番）

### OVA
- ヤリチン☆ビッチ部（2018年）

### ゲーム
- デトロイト ビカム ヒューマン（2018年）
- モンスターハンターワールド：アイスボーン（2019年）

### ドラマCD
- 君恋シグナル YELLOW×黄瀬榛名（井田）

### 吹き替え

#### 映画
- アーバンレジェンド -死霊都市伝説-（青年 他）
- アドベンチャー・オブ・アラジン（タリウシュ）
- アフガン・レポート（ファズ 他）
- クリムゾン（アレックス）
- グレースフィールド・インシデント（トレイ）
- ゲート・オブ・キングダム（ヴィンド）
- スウィート・ヘル（ポール）
- Z Bull ゼット・ブル （ムラト・ハリアナ〈カラン・ソーニ〉）
- タイム・ループ　7回殺された男（仮面、他）
- タンク・ソルジャー 重戦車KV-1（ヴィソコフ）
- D-デイ ノルマンディー1944（カルボネ）
- トラジディ・ガールズ（クレイグ）
- ドローン・オブ・クライム（シェーン）
- トンネル 闇に鎖された男 （隊員2 他）
- パトリオット・ウォー ナチス戦車部隊に挑んだ28人（ウグリュモフ）
- ビハインド・エネミーライン 女たちの戦場（フリッツェ）
- ヘル・フロント 地獄の最前線（ターナー）
- マッド・ドライヴ（ロス〈デイミアン・モロニー〉）
- ミス・リベンジ（カメラマン 他）
- ミュータンツ 光と闇の能力者（ジン・オオシロ〈MIYAVI〉）
- ランナウェイ ルナ、17歳の逃亡者（ファービ）

#### ドラマ
- ブラックライトニング（ブランドン）

#### アニメ
- キャッチ!ティニピン（カイル、男の子、ハト2）

### ナレーション
- ベネッセ インターネット安全ナビモラル動画
- ラジオ大阪 V-Station　ゾーンジングルナレーション
- ラジオ関西 アニたまどっとコム　ブリッジナビゲーター